# Лор Мюра
Лор Мюра (на френски: Laure Murat) е френска историчка в областта на културата и пола, журналистка и писателка на произведения в жанра исторически роман, биография, социална драма, криминален роман и документалистика. Пише и под съвместния псевдонима Ирис Кастор (Iris Castor) с писателката Зринка Стахуляк.

## Биография и творчество
Лор Мюра е родена през 1967 г. в Париж, Франция. Следва във Висшата школа за социални науки, където през 2004 г. получава магистърска степен, а през 2006 г. докторска степен по история. Специализира и работи в областта на история на културата, история на психиатрията и изследвания на пола. След дипломирането си работи като журналист и изкуствовед. По-късно работи като професор в катедрата по френски и франкофонски изследвания в Калифорнийския университет в Лос Анджелис , където преподава филология от деветнадесети и началото на двадесети век.
Първата ѝ книга „Париж на писателите“ е издадена през 1996 г. Книгата представя двадесет френски и чуждестранни писатели, от Оноре дьо Балзак до Патрик Модиано, от Райнер Мария Рилке до Ърнест Хемингуей, които са живели или работили в Париж, и са били вдъхновени от неговите забележителности и творческа атмосфера.
През 2001 г. е издадена книгата ѝ „Клиниката на доктор Бланш“. Тя е романизирана история за дейността на д-р Еспри Бланш, който през 1821 г. основава в Монмартър, край Париж, здравно заведение за душевноболни от съвсем нов тип, организирано по модела на семейния пансион, което става популярно сред знаменитостите и творците от поколението на романтизма, а след преместването си в Паси, клиниката става една от най-прочутите психиатрии в Европа през XIX век. Книгата получава наградата „Гонкур“ за биография и наградата на критиците от Френската академия.
Прави изследвания в областта на пола, като през 2006 г. е издадена книгата ѝ „Законът за пола“, която е посветена на „третия пол“. Книгата ѝ от 2011 г. „Човекът, който се мислеше за Наполеон: За политическата история на лудостта“, в която представя връзките между психическото разтройство и историческите събития, получава наградата „Фемина“ за есе. През 2012 г. получава стипендия „Гугенхайм“ за творчеството си.
През 2010 г. е издаден криминалният ѝ исторически трилър „Зое, нощем“, в съавторство с писателката Зринка Стахуляк, под псевдонима Ирис Кастор. Главната героиня е дъщеря на известния фотограф Алфонс Бертийон и работи като журналист фотограф. През 1889 г. в Париж се провежда Първият международен конгрес по хипноза и двама от участващите психиатри са зловещо убити, а тя повежда разследване, в което се оказва, че най-лудите, не са тези, които се лекуват или са затворени.

## Произведения
- Paris des écrivains (1996)[2][3]
- L'Expédition d'Égypte: le rêve oriental de Bonaparte (1998) – с Никола Вейл
- La Maison du docteur Blanche: histoire d’un asile et de ses pensionnaires, de Nerval à Maupassant (2001) – награда „Гонкур“ за биография, награда на критиците от Френската академия
Клиниката на доктор Бланш : Историята на една лудница и нейните пансионери – от Нервал до Мопасан, изд.: „Меридиани“, София (2003), прев. Любляна Гоцева
- Passage de l’Odéon: Sylvia Beach, Adrienne Monnier et la vie littéraire à Paris dans l’entre-deux-guerres (2003)
- La Loi du genre: une histoire culturelle du troisième sexe (2006)
- L'homme qui se prenait pour Napoléon: pour une histoire politique de la folie (2011) – награда „Фемина“ за есе
- Relire: enquête sur une passion littéraire (2015)
- Flaubert à la Motte-Picquet (2015)
- Ceci n'est pas une ville (2016)
- Une révolution sexuelle? (2018)
- Qui annule quoi?: sur la cancel culture (2022)
- Le voyage sans fin (2022)

### Като Ирис Кастор
- Zoé, la nuit (2010)[2][3]